# Hedyotis dendroides
Hedyotis dendroides là một loài thực vật có hoa trong họ Thiến thảo. Loài này được Alston mô tả khoa học đầu tiên năm 1931.